# São Miguel das Matas
São Miguel das Matas is een gemeente in de Braziliaanse deelstaat Bahia. De gemeente telt 10.675 inwoners (schatting 2009).